# Гогошар (сорт перца)
Гогоша́р (рум. gogoșar; лат. cultivar Gogoscharii) — группа сортов перца овощного.
Районированные сорта: 'Гогошар Местный', 'Рубиновый 2', 'Меришор'. Последние два выведены в Молдавском НИИ овощеводства. Они устойчивы к вертициллёзному увяданию, мозаике, альтернариозу. Отличаются от сорта 'Гогошар Местный' более гладкими и крупными плодами и отсутствием горечи.

## Описание
Плоды широкие, шарообразные, с очень мясистой мякотью, отличаются небольшой остротой на уровне 50-100 сковилов. Распространён в Молдове, юго-западной части Украины (там более известен как перец-ратун, чаще ротунда) и в Буковине. Используется для приготовления блюд с мясом, овощных салатов, соусов, фаршированного перца, маринования.